# Башо (тауншип, Миннесота)
Башо (англ. Bashaw) — тауншип в округе Браун, Миннесота, США. На 2000 год его население составило 255 человек.

## География
По данным Бюро переписи населения США площадь тауншипа составляет 92,6 км², из которых 92,6 км² занимает суша, a вода составляет 0,03 %.

## Демография
По данным переписи населения 2000 года здесь находились 255 человек, 97 домохозяйств и 76 семей.  Плотность населения —  2,8 чел./км².  На территории тауншипа расположено 102 постройки со средней плотностью 1,1 построек на один квадратный километр. Расовый состав населения: 99,61 % белых и 0, % приходится на две или более других рас.
Из 97 домохозяйств в 35,1 % воспитывались дети до 18 лет, в 75,3 % проживали супружеские пары, в 1,0 % проживали незамужние женщины и в 21,6 % домохозяйств проживали несемейные люди. 19,6 % домохозяйств состояли из одного человека, при том 7,2 % из — одиноких пожилых людей старше 65 лет. Средний размер домохозяйства — 2,63, а семьи — 3,05 человека.
26,7 % населения — младше 18 лет, 4,7 % — в возрасте от 18 до 24 лет, 26,7 % — от 25 до 44, 27,5 % — от 45 до 64, и 14,5 % — старше 65 лет. Средний возраст — 39 лет. На каждые 100 женщин приходилось 112,5 мужчин.  На каждые 100 женщин старше 18 приходилось 120,0 мужчин.
Средний годовой доход домохозяйства составлял 39 500 долларов, а средний годовой доход семьи —  42 031 доллар. Средний доход мужчин —  27 656  долларов, в то время как у женщин — 20 500. Доход на душу населения составил 16 604 доллара. За чертой бедности находились 4,1 % семей и 3,3 % всего населения тауншипа, из которых 14,3 % старше 65 лет.